# Unidad - Movimiento Nacional
Unidad - Movimiento Nacional (en georgiano: ერთიანობა - ნაციონალური მოძრაობა) es una coalición electoral georgiana para las elecciones parlamentarias de 2024 en las que se integran el Movimiento Nacional Unido, Constructor de Estrategia y Georgia Europea. Dado que las coaliciones electorales están prohibidas en el país, la coalición se presenta en la lista del MNU y su número electoral es el 5.

## Ideología
A principios de enero de 2022, se reveló que el expresidente y líder del Movimiento Nacional Unido, Míjeil Saakashvili, que se encuentra encarcelado, estaba trabajando en un plan económico de nueve puntos con el economista del MNU, Roman Gotsiridze. El plan esbozaba nueve tesis para el desarrollo económico: reforma judicial, derecho inglés, arbitraje, despenalización de los delitos económicos, desoligarquización, desarrollo energético, eliminación de la burocracia y el gasto irrelevante, un principio de impuesto único, desarrollo de infraestructura y transporte, construcción de Lazika, desarrollo agrícola y el Silicon Valley georgiano. Se centró en la desregulación, la digitalización de los servicios públicos, la reducción de la corrupción en el sistema judicial, el desarrollo democrático, el gobierno pequeño, el no intervencionismo en la economía y la protección de la propiedad privada como medios para atraer inversiones extranjeras para estimular el crecimiento económico.
El 4 de septiembre de 2024, durante un acto de campaña en Kvareli, Tina Bokuchava presentó las "cinco prioridades" de su partido y de sus socios de coalición: la integración europea, el aumento de los ingresos medios, el aumento de las pensiones, el fortalecimiento de las familias georgianas y la ruptura de los monopolios. En política exterior, la coalición prometió abrir las negociaciones de adhesión con la Unión Europea, negociar acuerdos de libre comercio y liberalización de visados con los Estados Unidos y derogar la Ley de Transparencia de la Influencia Extranjera. En materia de política interior, Bokuchava prometió comidas escolares gratuitas, alojamiento gratuito para los estudiantes y la cancelación de los préstamos para pensiones.

## Historia

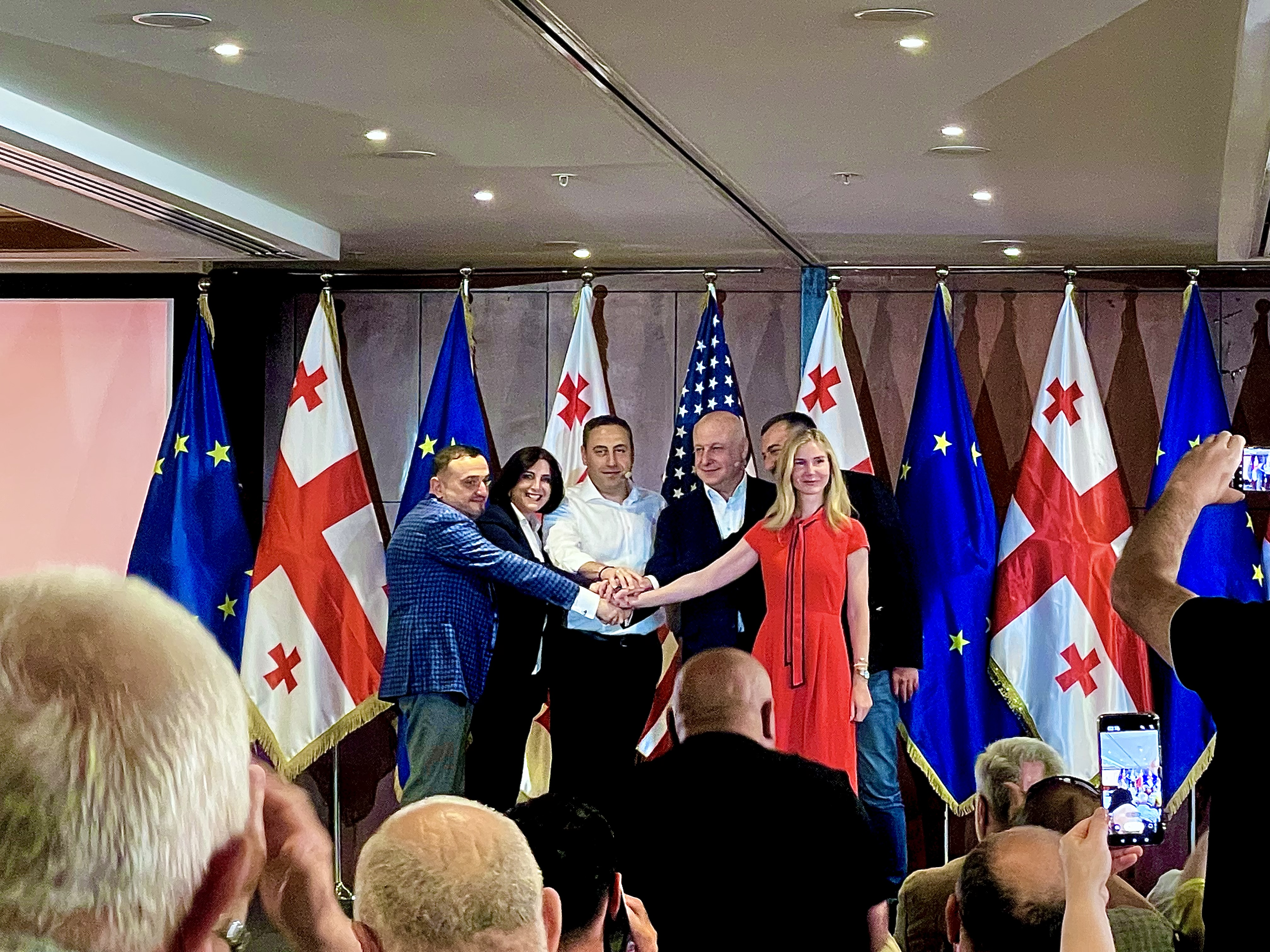
Líderes de Unidad - Movimiento Nacional

El Movimiento Nacional Unido y Constructor de Estrategia anunciaron la formación de una coalición denominada Plataforma Victoria el 20 de julio de 2023, con el objetivo de unificar a la oposición prooccidental en Georgia y derrotar a Bidzina Ivanishvili y al partido gobernante, Sueño Georgiano. El nombre de la coalición fue cambiando, pasando por Unidad para salvar a Georgia y, finalmente, Unidad - Movimiento Nacional. Los partidos de la coalición son signatarios de la Carta de Georgia iniciada por la presidenta Salomé Zurabishvili, que establece los objetivos de un posible gobierno futuro.
El liderazgo de la plataforma incluye a Tina Bokuchava, presidenta del MNU, y Guiorgui Vashadze, presidente de Constructor de Estrategia, así como a los diputados independientes Tamar Kordzaia y Armaz Ajvlediani. También participa Sopo Yaparidze, representante del expresidente Míjeil Saakashvili, junto con el politólogo y profesor Gia Yaparidze y el historiador y escritor Lasha Bakradze. Participan los activistas cívicos Ana Mosadze e Irakli Pavlenishvili, miembro del MNU, junto con Lasha Diarovi, líder del ala juvenil de Constructor de Estrategia.
Tras una disputa interna y una división dentro de Georgia Europea (los miembros que se marcharon, incluyendo el líder saliente, formaron un nuevo partido llamado Federalistas), los miembros restantes de la Georgia Europea se unieron a Unidad - Movimiento Nacional.